# Euploea hawothii
Euploea hawothii är en fjärilsart som beskrevs av Lucas 1853. Euploea hawothii ingår i släktet Euploea och familjen praktfjärilar. Inga underarter finns listade i Catalogue of Life.